# Paus Johannes XXI
Johannes XXI, geboren als Pietro Juliani of Pietro Hispanus (Lissabon, ca. 1215 - Viterbo, 20 mei 1277) was paus van 8 september 1276 tot 20 mei 1277. Hij is de enige paus uit Portugal: hij was aartsbisschop van Braga.
Johannes XXI was een arts en filosoof. Om in alle rust te kunnen werken, liet hij een kamer toevoegen aan het pauselijk paleis te Viterbo. Op 14 mei 1277 raakte de paus zwaargewond toen het dak van de in haast gebouwde kamer instortte. Hij stierf op 20 mei aan zijn verwondingen en werd op 27 mei in de Kathedraal van Viterbo begraven.  De latere paus Nicolaas III, zijn opvolger, oefende tijdens het pontificaat van Johannes al een grote invloed uit op het bestuur van de Kerk.

## Verwijzingen
1. ↑  (en) De Santo, Natale G., Bisaccia, Carmela, DeSanto, Luca S., Cucu, Andrei I., Costea, Claudia F.  (1 april 2021). John XXI, the Pope Philosopher and Physician–Scientist of Portuguese Origins Died of Crush Syndrome in 1277. Journal of Religion and Health  60 (2): 1305–1317. ISSN:1573-6571. DOI:10.1007/s10943-020-01096-3.

Cursief: tegenpaus
- Bibsys: 90581090
- Biblioteca Nacional de España: XX964690
- Bibliothèque nationale de France: cb12179903r (data)
- Catàleg d'autoritats de noms i títols de Catalunya: 981058521673006706
- CiNii: DA04489886
- Gemeinsame Normdatei: 118557904
- International Standard Name Identifier: 0000 0004 4035 3601
- Library of Congress Control Number: n86820241
- Nationale Bibliotheek van Letland: 000221424
- Nationale Bibliotheek van Tsjechië: mzk2003200409
- Nationale bibliotheek van Australië: 35765493
- Nationale Bibliotheek van Israël: 987007263565205171
- Nationale Bibliotheek van Polen: a0000002443628
- Nationale en Universitaire bibliotheek Zagreb: 000085960
- Nederlandse Thesaurus van Auteursnamen: 074471619
- Istituto Centrale per il Catalogo Unico: CFIV080419
- LIBRIS: 289263
- Système universitaire de documentation: 070992134
- Trove: 1077318
- Virtual International Authority File: 308696533